# Sky Kid
Sky Kid (スカイキッド) est un jeu vidéo de type shoot 'em up développé et édité par Namco, sorti en 1985 sur borne d'arcade, NES et Epoch Cassette Vision.